# W.K. Kellogg Foundation
Die W. K. Kellogg Foundation wurde im Juni 1930 als W. K. Kellogg Child Welfare Foundation vom Frühstücksflocken-Pionier Will Keith Kellogg gegründet. Im Jahr 1934 stiftete Kellogg mehr als 66 Millionen Dollar in Aktien der Kellogg Company und anderen Investitionen in den W. K. Kellogg Trust. Wie bei anderen Stiftungen auch, finanzieren die jährlichen Erträge dieses Trusts die Stiftung.
Zu Beginn des 21. Jahrhunderts ist die Stiftung die siebtgrößte philanthropische Stiftung in den USA. 2005 gab die Stiftung an, dass das Gesamtvermögen der Stiftung und ihres Trusts 7,3 Milliarden US-Dollar betrug; etwa 5,5 Milliarden US-Dollar davon waren Aktien der Kellogg Company. Die Stiftung finanzierte in ihrem Geschäftsjahr 2005 243 Millionen US-Dollar an Zuschüssen und Programmen. 82 % davon wurden in den Vereinigten Staaten ausgegeben, 9 % im südlichen Afrika und 9 % in Lateinamerika und der Karibik.
Im Jahr 1996 stellte sie einen mehrjährigen Zuschuss in Höhe von 750.000 US-Dollar bereit, um Programme zur Massen-Salzfluoridierung zu starten, die dann von der Organización Panamericana de la Salud (OPS), der panamerikanischen Gesundheitsorganisation, durchgeführt wurden und 350 Millionen Menschen in Bolivien, der Dominikanischen Republik, Honduras, Nicaragua, Panama und Venezuela abdeckten. Das Projekt war Teil eines mehrjährigen Plans, den die OPS 1994 ins Leben rief, um „die gesamte Region Amerikas zu fluoridieren“. In jüngerer Zeit haben sie Mittel für HealthCorps bereitgestellt, um Adipositas bei Kindern zu verhindern, indem sie Schüler ermutigen, persönliche Verantwortung für ihre Gesundheit und ihr Wohlbefinden zu übernehmen.